# Edwin Wieringa
Edwin Wieringa is een Nederlandse basgitarist en contrabassist.
Hij volgde contrabaslessen bij Gerard Ammerlaan alvorens hij naar Amsterdam verhuisde om zijn opleiding te vervolgen aan het Sweelinck Conservatorium te Amsterdam; zijn diploma behaalde hij in 1996. Tevens volgde hij lessen bij de Amerikanen Marc Johnson en Mark Dresser.
Als contrabassist is hij verbonden (geweest) aan zeer uiteenlopende groepen waaronder de band Zijlstra, wat resulteerde in uitgebreide tournees door heel Europa en het Midden-Oosten. In 1991 was hij de winnaar van de Dordtsche Jazz Prijs met zijn compositie "From Straight no Chaser", zijn groep "NINSK" won in 1993 de 1e prijs bij het Middelsee Jazz Concours. Naast zijn uitvoerend muzikale activiteiten is hij ook de oprichter van de stichting "TryTone", die optredens, festivals en cd-opnames organiseert voor diverse bands, waaronder de bigband Tetzepi.